# Annelies Bredael
Annelies Bredael (Willebroek, 15 juni 1965) is een voormalig Vlaams roeister. Ze vertegenwoordigde België bij verschillende grote internationale wedstrijden. Driemaal nam ze deel aan de Olympische Spelen en won hierbij in totaal één medaille. Bredael heeft steeds geroeid voor TRT Hazewinkel.

## Biografie
In 1988 maakte ze op 23-jarige leeftijd haar olympisch debuut bij de dubbel-vier op de Olympische Spelen van Seoel. Samen met Marie-Anne Vandermoere, Lucia Focque en Ann Haesebrouck behaalde ze een zesde tijd in de finale.
Na enkele jaren hevige strijd tegen Rita Defauw begon vanaf 1989 TRT Hazewinkel met Bredael aan een ononderbroken reeks overwinningen bij Belgische kampioenschappen en wonnen tot en met 2000 steeds de zes te verdelen titels. Op de wereldkampioenschappen roeien 1991 behaalde ze brons in de skiff.
Op de Olympische Spelen van 1992 in Barcelona behaalde ze voor het Belgisch team een zilveren medaille in de skiff met een tijd van 7.26,64.
Van de wedstrijd werd een film gemaakt rond het leven van Silken Laumann, die door Bredael
werd verslagen. Laumann was echter herstellend van een zeer ernstig ongeval.
In 1993 haalde Bredael bij de Wereldbekerstrijden een eerste plaats in het eindklassement na eerder finaleplaatsen in de wedstrijden van Melbourne, Mexico City, Duisburg, Henley, Tampere en Luzern. Op de wereldkampioenschappen roeien 1994 én het wereldkampioenschappen roeien 1995 behaalde ze een tweede en een derde maal brons in de skiff.
Op de Olympische Spelen van 1996 in Atlanta won ze de B-finale en eindigde als zevende in de skiff. In 2003 haalde ze haar 89ste Belgische titel binnen op het Belgisch Kampioenschap in de vier zonder stuurvrouw, samen met Sabine Caudron, Cindy Van Heirstraeten en Ann Haesebrouck.
In 2008 verrasten zij en onder andere Ann Haesebrouck de Belgische roeiwereld met een comeback op het Belgisch kampioenschap. Hun vrouwelijke achtriem had een bemanning met een gemiddelde leeftijd van méér dan 40 jaar. De ploeg, die voor TRT Hazewinkel uitkwam, haalde goud. Het was de negentigste nationale titel voor Bredael.
In 1992 werd ze Belgische Sportvrouw van het jaar. Ook in 1992 kreeg ze de Nationale trofee voor sportverdienste. Toen de Belgische Beroepsbond van Sportjournalisten in 2000 een stemming onder zijn leden organiseerde voor de sportvrouw van de eeuw werd ze dertiende. Het gemeentebestuur van Willebroek kende Bredael in 2013 de titel ereburger toe.
Bredael is gehuwd en moeder van drie kinderen.

## Titels
- Belgisch Sportvrouw van het jaar - 1992
- Nationale trofee voor sportverdienste - 1992
- Ereburger van de gemeente Willebroek - 2013

## Palmares

### roeien (skiff)
- 1989: 8e WK - 7.40,10
- 1990: 9e Wereldbeker IV - 7.33,10
- 1990: 10e Wereldbeker V - 7.47,20
- 1991:  Wereldbeker I - 7.39,54
- 1991:  Wereldbeker V - 7.24,05
- 1991:  Wereldbeker VI - 8.10,50
- 1991:  WK - 8.21,96
- 1992: 5e Wereldbeker I - 7.32,82
- 1992:  Wereldbeker II - 7.31,48
- 1992: 4e Wereldbeker IV - 7.20,90
- 1992:  OS - 7.26,64
- 1993:  Wereldbeker I - 7.45,90
- 1993:  Wereldbeker II - 7.31,48

### roeien (dubbel-twee)
- 1983: 8e WK junioren - 3.58,48
- 1985: 8e WK - 7.19,00
- 1987: 7e WK - 8.21,53

### roeien (dubbel-vier)
- 1988: 6e WK - 6.43,79